# Gia Cát Quân
Gia Cát Quân (tiếng Trung: 諸葛均; bính âm: Zhuge Jun; ? - 263?), không rõ tên tự, là quan viên, tướng lĩnh nhà Quý Hán thời Tam Quốc trong lịch sử Trung Quốc.

## Cuộc đời
Gia Cát Quân quê ở huyện Dương Đô, quận Lang Gia, Từ Châu, là con trai thứ ba của Thái Sơn quận thừa Gia Cát Khuê, em trai của Gia Cát Cẩn, Gia Cát Lượng.
Khoảng năm 187-189, Gia Cát Khuê qua đời. Năm 193, Tào Tháo tàn sát Từ Châu, em trai của Khuê là Gia Cát Huyền đón các con của Khuê gồm Lượng, Quân và hai con gái đến Dương Châu tị nạn. Huyền được Viên Thuật phong làm thái thú Dự Chương, dẫn anh em Lượng, Quân đến Nam Xương (trị sở của Dự Chương) sinh sống. Năm 194, Gia Cát Huyền bị Lưu Do đánh đuổi, mang theo các cháu đến nương nhờ Lưu Biểu. Năm 197, Huyền qua đời, Quân vì thế theo anh trai Gia Cát Lượng ẩn cư ở Nam Dương.
Năm 207, Lưu Bị ba lần đến mời, Gia Cát Lượng đồng ý phụ tá Lưu Bị gây dựng cơ nghiệp, không rõ lúc này Gia Cát Quân đã đi theo hay chưa. Quý Hán thành lập (221), Gia Cát Quân làm quan tới chức Trường Thủy hiệu úy, khả năng nhận chức sau Liêu Lập.
Tương truyền, năm 263, Quý Hán mất nước, Gia Cát Quân cùng Tông Dự bị áp giải ra Lạc Dương, chết ở trên đường. Nhưng chưa có sử liệu xác minh. Theo Lịch đại thần tiên thông giám, Gia Cát Quân cùng vợ con ẩn cư ở đất Ngô, người dân gọi là Công Bình tiên sinh (公平先生), nhưng điều này lại mâu thuẫn với Tam quốc chí.

## Gia đình
- Vợ:
  - Lâm thị, con gái vọng tộc ở Nam Dương, do Gia Cát Lượng mai mối.[2]
- Con cái:
  - Gia Cát Vọng (諸葛望), con trai của Gia Cát Quân với Lâm thị.[2]

## Trong văn hóa
Trong tiểu thuyết Tam quốc diễn nghĩa, Gia Cát Quân xuất hiện ở hồi 36, khi Từ Thứ từ biệt Lưu Bị, liền tiến cử Gia Cát Lượng, cũng nhắc đến Gia Cát Quân: Lượng theo chú là Huyền, Huyền cùng với Lưu Biểu quen biết nhau, nên đến nương tựa, rồi dựng nhà ở Tương Dương. Đến khi Huyền mất, Lượng mới cùng em là Gia Cát Quân ra cày cấy, làm ăn ở Nam Dương,...
Lưu Bị lần thứ hai đến nhà tranh, nghe trong nhà tranh có tiếng người ngâm thơ, liền nhòm thấy một thanh niên ngồi ôm gối, ngồi sưởi cạnh lò mà hát rằng:
| Phượng bay cao, khi ngô đồng không đỗ, Sĩ ẩn mình, phi minh chủ không thờ. Nông thôn vui thú cày bừa, Thảnh thơi đàn sách đợi cơ chuyển vần. |

Lưu Bị nghe xong bài ca mới tiến vào bái phỏng, mới phát hiện ra đây không phải Gia Cát Khổng Minh, được thanh niên giới thiệu: Tôi là Gia Cát Quân em Ngoạ Long; chúng tôi ba anh em; anh cả là Gia Cát Cẩn, hiện đương làm mạc tân bên Tôn Trọng Mưu ở Giang Đông; Khổng Minh là anh thứ hai tôi. Lưu Bị sau đó hỏi: Ngoạ Long hôm nay có nhà không? Quân đáp: Hôm qua vừa có Thôi Châu Bình đến rủ đi chơi rồi. Huyền Đức hỏi đi chơi đâu, Quân nói: Khi thì bơi chiếc thuyền nhỏ chu du trên sông; khi thì thăm hỏi các nhà sư trên núi; khi thì tìm anh em bạn ở chốn hương thôn; khi thì vui gảy đàn, đánh cờ trong hang núi. Anh tôi đi, ở bất thường không biết đâu mà tìm.
Lưu Bị thất vọng ra về dù được Gia Cát Quân giữ lại mời khách. Trước khi đi, Lưu Bị hỏi: Tôi nghe nói lệnh huynh Ngoạ Long tiên sinh tinh thông thao lược, mài miệt binh thư có phải không? Quân nói: Tôi không được biết. Gia Cát Quân sau đó giấy bút cho Lưu Bị khi được nhờ. Lưu Bị viết thư nhắn lại Khổng Minh rồi từ biệt ra về. Gia Cát Quân đi tiễn, cũng giới thiệu Hoàng Thừa Ngạn, bố vợ của Gia Cát Lượng với Lưu Bị.
Đến lần thứ ba, Lưu Bị gặp được Gia Cát Lượng. Gia Cát Lượng quyết định xuống núi phụ tá Lưu Bị, dặn Gia Cát Quân rằng: Ta chịu ân Lưu hoàng thúc ba lần hạ cố, không thể từ chối được. Em ở nhà, chăm việc cày bừa ruộng nương không được bỏ hoang, đợi bao giờ thành công anh sẽ về đây ẩn dật. Ba anh em Lưu Bị, Quan Vũ, Trương Phi cũng từ biệt Gia Cát Quân. Về sau Tào Tháo muốn bắt cóc người Gia Cát Lượng, cho người đến Ngọa Long cương nhưng Khổng Minh đã đoán trước, di chuyển người nhà.